# Асланян, Луиза
Луиза Асланя́н (псевдоним Лас; фр. Louise Aslanian, Lass, арм. Լուիզա Ասլանյան, 5 мая 1902—1945) — французская антифашистка армянского происхождения, коммунистка, писательница-прозаик, поэтесса, видный деятель французского движения Сопротивления.

## Биография

### Ранние годы

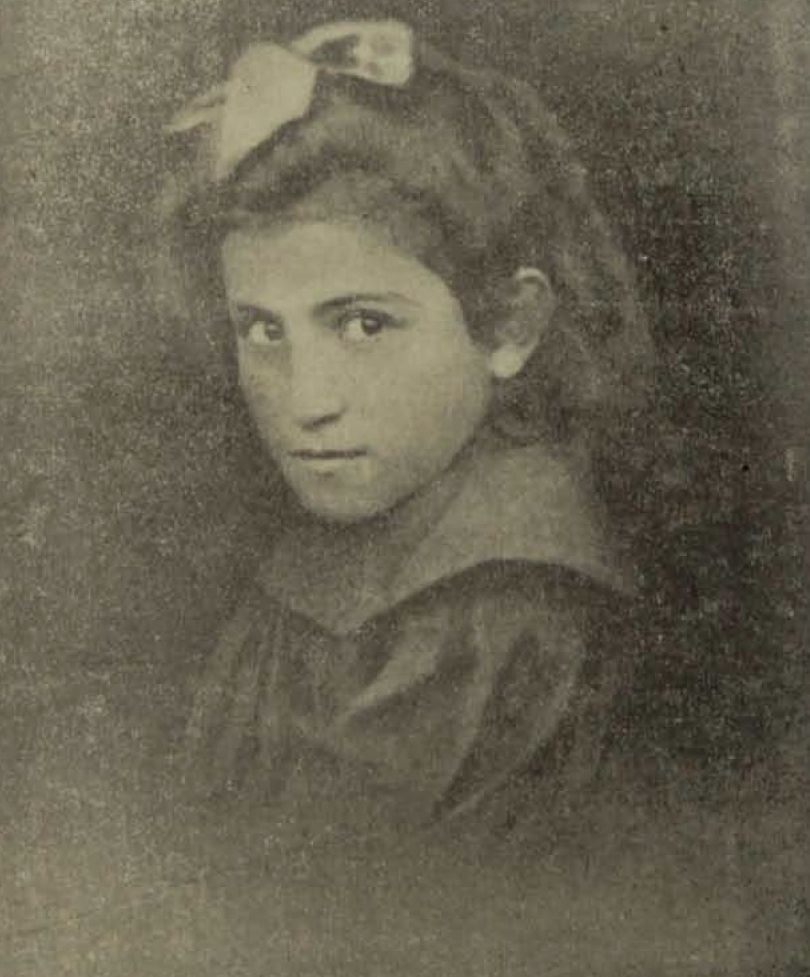
Луиза Асланян, 6 лет

Луиза Срапионовна Асланян (Григорян) родилась 5 мая 1902 года (как следует из французских архивов), или 1904 года (немецкие архивы), или же в 1906 году (как сказано в большинстве статей про Луизу) в Тебризе (Иран) в семье Срапиона Григоряна и его жены Марии (Шахбазян). Луиза окончила начальную школу в Тебризе, затем продолжила обучение в Тифлисской русской гимназии. Уже в школе она отличалась литературным даром, писала лирические стихотворения, переводила с русского и французского. С юных лет занималась игрой на фортепиано.
Вернувшись в Тебриз, в 1923 году вышла замуж за Арпиара Асланяна, юриста по специальности.

### Жизнь во Франции

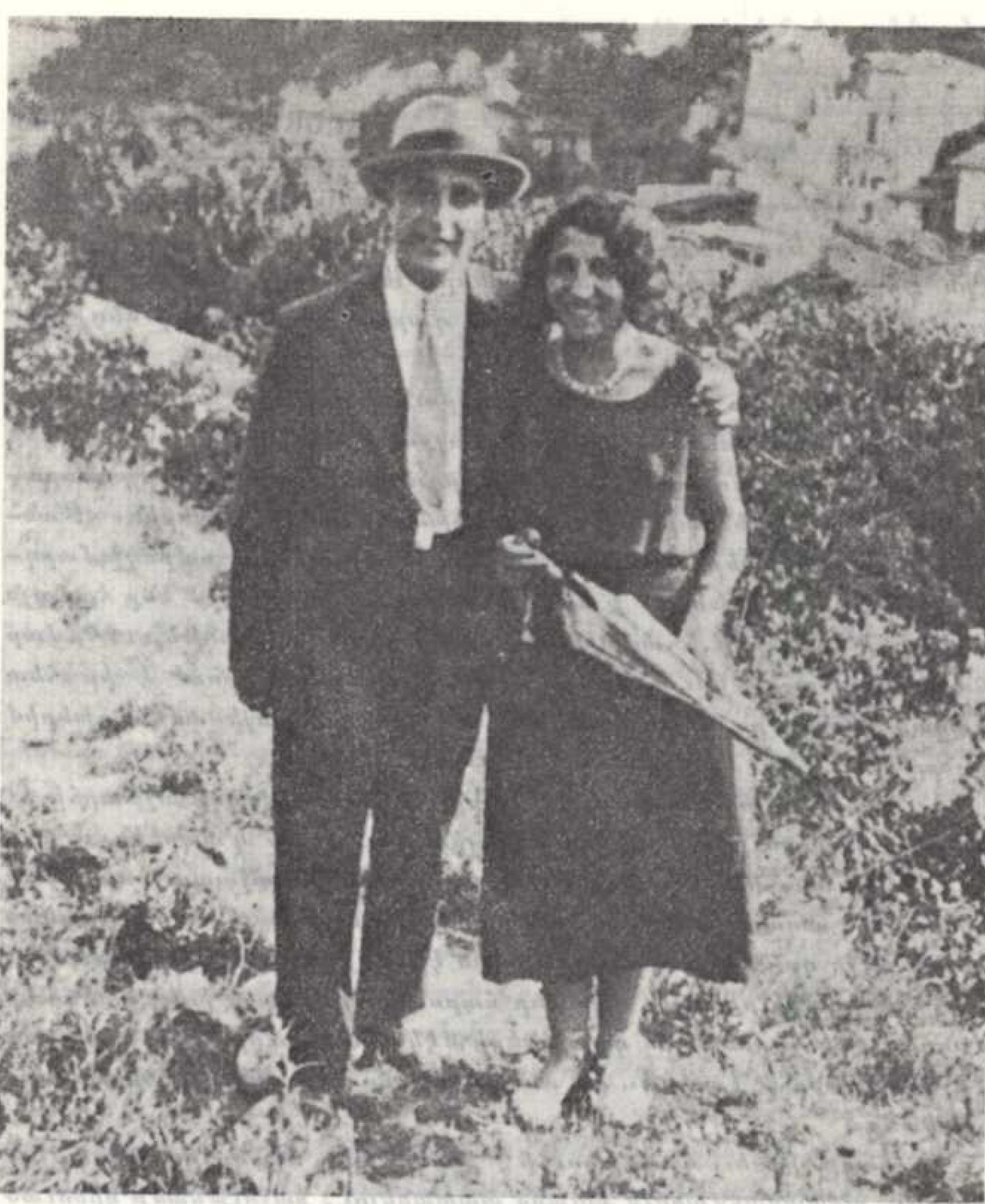
Луиза и Арпиар Асланяны во Франции

В 1923 году молодые супруги переехали в Париж; с ними также переехали Мария — мама Луизы и Аршалуйс — сестра. В Париже Луиза хотела продолжать музыкальное образование (игра на фортепиано), но из-за нехватки денег ей пришлось отказаться от своей мечты. В результате Луиза поступила в Сорбонну на литературный факультет. В Париже она принимала активное участие в работе армянско-французского писательского общества, работала в газетах, приобретала знакомства в литературных кругах и взяла псевдоним «Лас».
В середине двадцатых годов опубликовала во французско-армянской прессе рассказы «Коллекция монет», «Железный продавец вина», «Болото» и др. Лас писала свои произведения на армянском и французском языках.
В 1928 году выпустила сборник коротких рассказов «Khan» («Хан»).
В 1935 году вышел в свет её сборник рассказов «Gtsits durs» («За чертой») в двух томах.
В 1936 году Лас вступила во французскую коммунистическую партию и начала сотрудничать с армянской газетой Манушяна «Zangou" ("Зангу»). Также работала в газете «Новая жизнь». В том же году написала роман «Kaskatsneri ughiner» («Пути сомнений»), состоящий из двух частей-книг (в Ереване опубликован в 1959 году).
В 1937 году Лас стала председателем Комитета помощи Армении (HOC), а также председателем Союза армянских женщин Парижа.
Луиза Асланян была членом Союза армянских писателей Франции.

### Движение Сопротивления
В 1940 году вступила во французское Сопротивление. По воспоминаниям Генри Караяна (участник «Группы Манушяна»), была рекрутером в Ассоциации вольных стрелков и французских партизан (Francs-Tireurs et Partisans) — боевой ячейке коммунистической партии Франции, образованной в конце 1941 года. Супруги Асланяны также работали в подпольном издательстве и занимались снабжением борцов Сопротивления оружием.
Лас открыла женскую ячейку Сопротивления и являлась ответственной за армянское Сопротивление по северной части Франции.
Луиза имела связи с активистами Движения Сопротивления: Мисаком Манушяном, Арпеном Тавитяном, Айком Дпиряном, Шаге Татуряном и др. В Движении Сопротивления Луизу называли Мадлен.
Также во время Сопротивления пара Асланянов преподавала математику и шахматы молодому Шарлю Азнавуру.

### Арест, лагерь, смерть

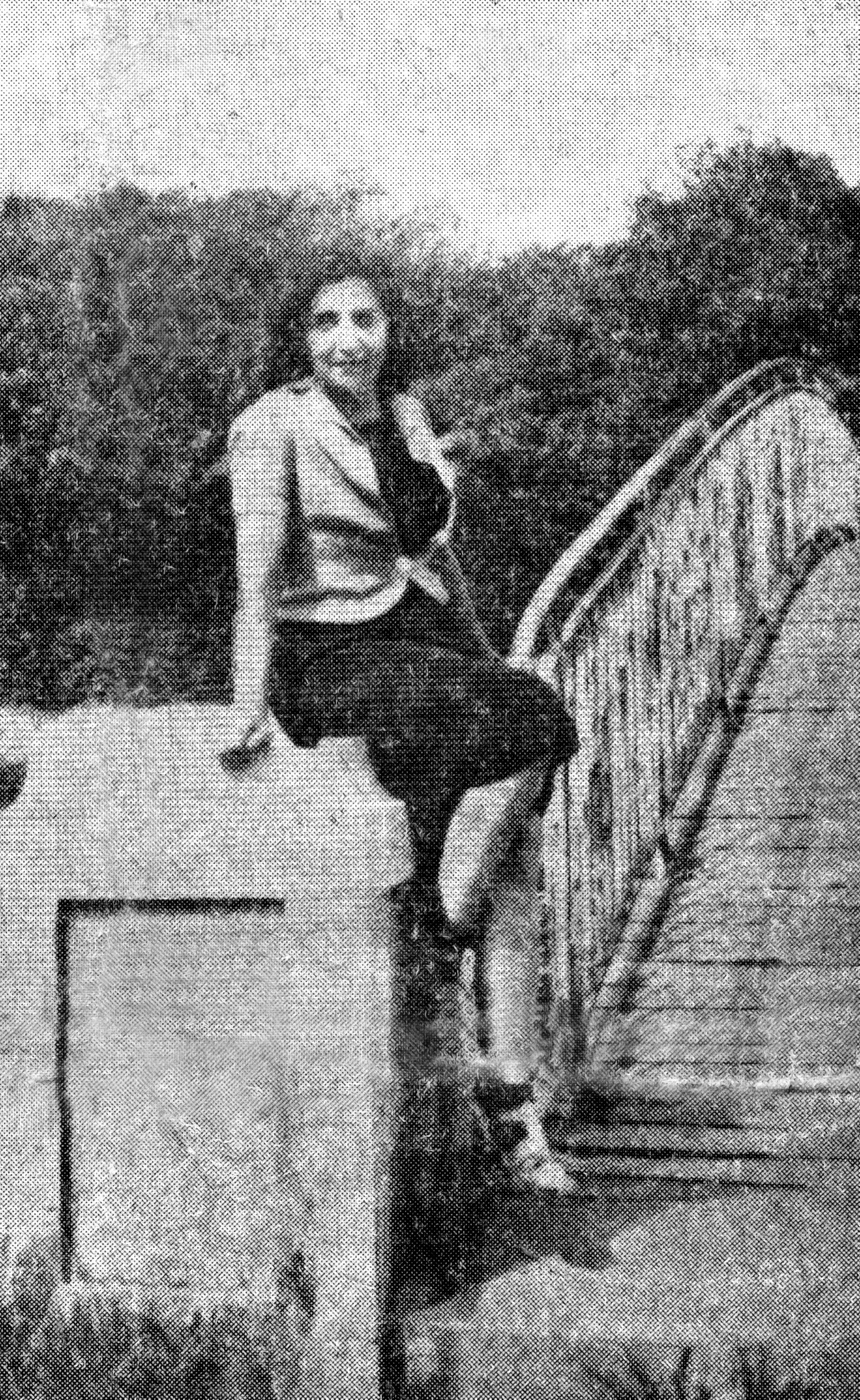
Скан, возможно, последней фотографии Луизы Асланян

26 июля 1944 года супругов Асланянов арестовало немецкое командование по доносу. Арпиара арестовали в магазине, Луизe — по месту их жительства (8 rue d’Elix № 10, Париж). Арест Луизы происходил при свидетелях: родственниках и соседях. Дневники и рукописи Лас захвачены нацистами, в частности, были захвачены рукописи следующих произведений: «Histoire de la Resistance» («История Сопротивления») и «La Chute de Paris» («Падение Парижа»). Женатую пару сначала привезли в тюрьму Фреснес.
15 августа 1944 года их вывезли из Тулузы в Бухенвальд. Из Бухенвальда Арпиара отправили в лагерь Дора-Миттельбау, Луизу — в Равенсбрюк, куда попадает 1 сентября 1944 года. Ей был присвоен лагерный номер 57440. Уже 4 сентября 1944 года Луизу перевели на работы в лагерь завода HASAG в окрестностях г. Лейпциг, являющимся лагерем-сателлитом Бухенвальда. Здесь она числилась под номером 4460. Лас содержалась в этом лагере вместе с Лизой Лондон (Риколь). Cуществует архивная информация о нахождении Лас также и в лагере Шталаг IV-E.
В заключении Луизой написано стихотворение «Gortsaranum» («На заводе») и неоконченная поэма «Мала» (аббревиатура дорогих ей имен: «М» — мама Мария; «А» — сестра Аршалуйс; «Л» — она сама, Луиза; «А» — Арпиар). Стихотворения сохранились благодаря её подруге, впоследствии ставшей публицисткой, Лизе Лондон (Риколь).
27 января 1945 года Луизу увезли обратно в Равенсбрюк, где 30 января она погибает при неизвестных обстоятельствах. 15 февраля 1945 года в лагере Дора-Миттельбау погиб её муж, Арпиар.

## Творчество
В своих произведениях Лас говорила о жизни армянских общин потерявших себя, их разобщенности, отсталых нравах, слепому следованию чуждым культурам. Возрождение национальной целостности ей виделось в возвращении к самобытности, поиске собственного пути развития, репатриации и крепкой связи с Арменией. Будучи членом Французской коммунистической партии, пропагандировала достижения Советского Союза.
Последние её стихи были посвящены борьбе с фашизмом и близящейся победе над ним.

### Романы
- 1936 — «Пути сомнений»[4]

### Рассказы
- 1920-е — «Коллекция монет»
- 1920-е — «Железный продавец вина»
- 1920-е — «Болото»

Сборники
- 1928 — «Хан»
- 1935 — «За чертой»[3]

### Стихи
- 1944 — «На заводе»
- 1944 — «Мала»

### Исторические произведения
- 1940-е — «История Сопротивления». Рукопись уничтожена Гестапо в 1944—1945 гг.
- 1940-е — «Падение Парижа». Рукопись уничтожена Гестапо в 1944—1945 гг.

## Воспоминания, мнения о Лас
Характеризуя ее приверженность борьбе с фашизмом, снайпер Генри Караян вспоминал, что увидев его в рядах Сопротивления Лас сказала, что ждала этот его поступок.
Заведующая отделом новой и новейшей истории музея истории Армении в своей статье «Фрагменты участия европейских армян во Второй мировой войне» говорит о Луизе Асланян следующим образом:

«С большими с поволокой глазами, маленькая, грациозная Луиза, казалось, созданная лишь для ласки и любви, песен и музыки, бросилась в опасную бездну политической борьбы. Она была не только солдатом Сопротивления, коммунистом, но и писательницей, не только заслужила имя героини, но и оставила в наследство литературные произведения, которые с удовольствием читали и читают последующие поколения»

## Наследие
Рукописи последних лет её жизни, а также дневники, переписка, были уничтожены нацистами. До наших дней дошли её рассказы и романы, выпущенные ранее. Сохранились фрагменты её писем. В Арабографический фонд Матенадарана была передана коллекция восточных средневековых миниатюр с суфийскими темами, принадлежавшая Луизе.